# Henry Johnson (1661-1719)
Pour les articles homonymes, voir Henry Johnson (homonymie) et Johnson.
Sir Henry Johnson (13 août 1661  - 29 septembre 1719) de The Gate House, Blackwall, Middlesex ; Bradenham, Buckinghamshire ; et Toddington, Bedfordshire est un constructeur naval britannique et un député pendant 30 ans.

## Biographie

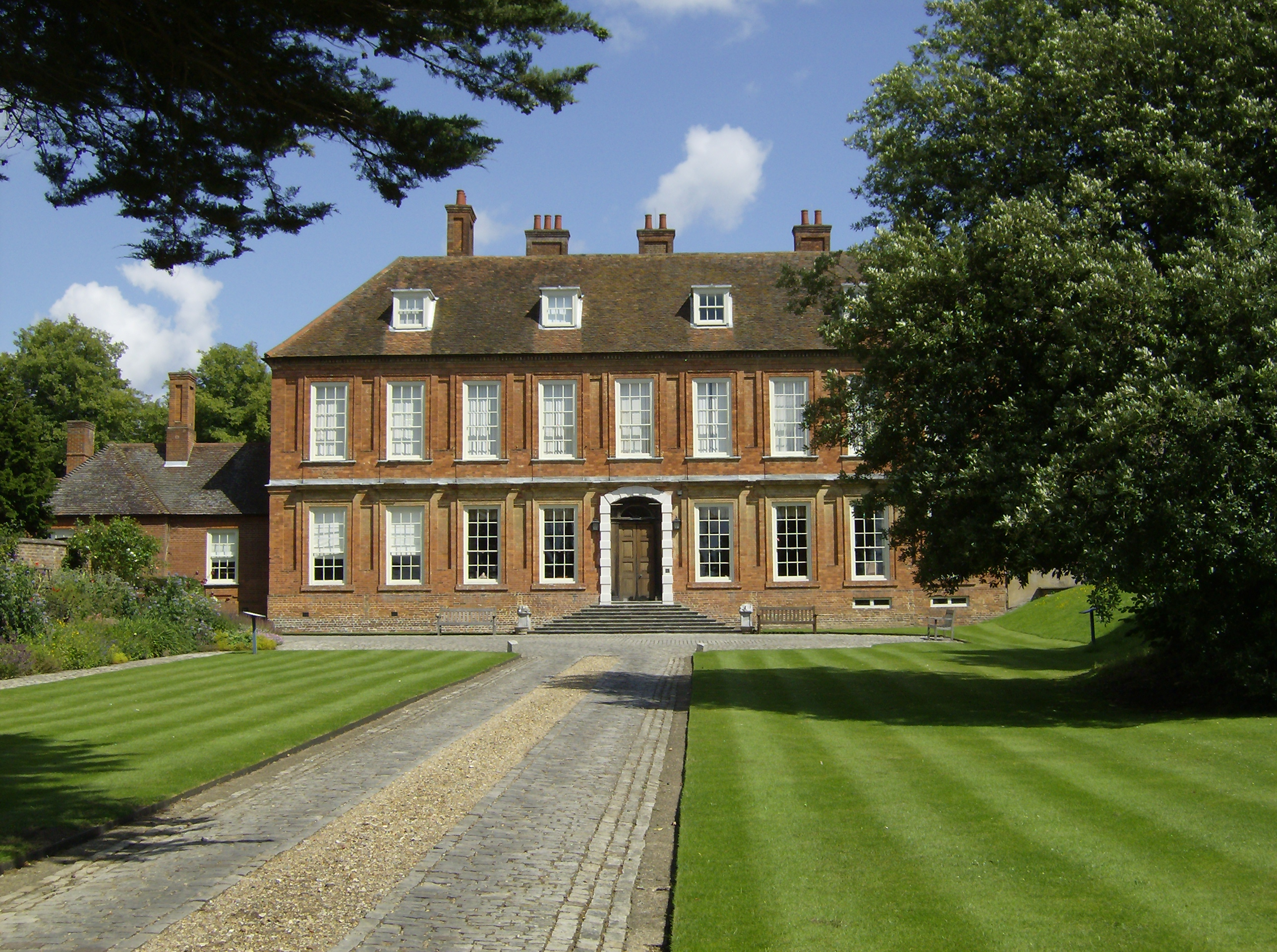
Bradenham Manor House

Il est le fils aîné de Sir Henry Johnson (armateur) (en), député de Blackwall et Friston Hall, Suffolk et de Mary, la fille et héritière de William Lord of Melton, Kent. Henry senior est décrit comme "le plus grand constructeur et armateur de son époque" .
Il succède à son père en 1683 et est fait chevalier en mars 1685. Il est l'un des deux députés d'Aldeburgh de 1689 à 1719, son frère cadet William Johnson (homme politique) (en), décédé en 1718, étant l'autre député pendant toute la période.
Il épouse le 20 mai 1686 Anne Smithson, fille et héritière de Londres du marchand mercier Hugh Smithson; ils ont une fille, Anne, qui épouse Thomas Wentworth (1er comte de Strafford) et a quatre enfants. Le 11 mars 1693, il épouse Martha Lovelace, qui devient bientôt la 8e baronne Wentworth, fille et héritière de John Lovelace (3e baron Lovelace) et son épouse Martha Pye. La jeune Martha est l'héritière d'une partie des biens de son père dans le Berkshire; par sa grand-mère Anne Lovelace (7e baronne Wentworth; 1623-1697) à Water Eaton dans l'Oxfordshire et Toddington dans le Bedfordshire et par son grand-père maternel Sir Edmund Pye (1er baronnet) au domaine Bradenham dans le Buckinghamshire.
Johnson est mort de la goutte à Bath le 29 septembre 1719 et est enterré dans le caveau Wentworth à Toddington. Il laisse ses différents domaines à ses petites-filles. L'une d'elles, Lady Anne Wentworth, épouse l'homme d'État et propriétaire foncier irlandais William James Conolly.
Il est remplacé comme député par Walter Plumer après une élection partielle.